# Blanca de Francia (1282-1305)
Blanca de Francia (hacia 1282-1 de marzo de 1305), duquesa de Austria y Estiria por su matrimonio con Rodolfo I de Bohemia, fue miembro de la Casa de los Capetos.

## Familia
Nacida en París, fue la segunda hija del rey Felipe III de Francia y de su segunda esposa, María de Brabante. Sus hermanos fueron Luis, conde de Évreux, y Margarita, reina de Inglaterra. Asimismo, Blanca tuvo dos hermanos fruto del primer matrimonio de su padre: Felipe, futuro rey de Francia, y Carlos, conde de Valois.

## Esponsales

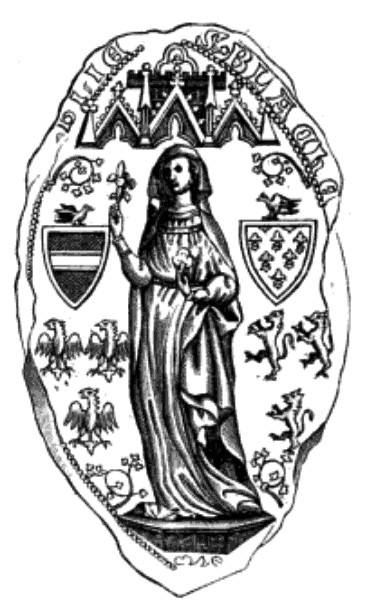
Sello de Blanca de Francia, por Karl von Sava.

Blanca estuvo comprometida cuatro veces antes de su primer matrimonio. Su primer esponsal fue en septiembre de 1290 con Juan I, marqués de Namur; el segundo el 31 de julio de 1291 con Eduardo, príncipe de Gales, quien finalmente contraería matrimonio con la sobrina de Blanca, Isabel; el tercero tuvo lugar en 1293 con el padre del príncipe de Gales, Eduardo I de Inglaterra, viudo desde hacía tres años, quien había roto el compromiso de su hijo con Blanca tras oír hablar acerca de su belleza, enviando emisarios con el fin de negociar la futura unión con el medio hermano de ésta, el rey Felipe V. El monarca accedió a entregarle a Blanca bajo las siguientes condiciones: se llevaría a cabo una tregua entre los dos países y Eduardo cedería la provincia de Gasconia a Francia. El rey se mostró de acuerdo y envió a su hermano Edmundo, conde de Lancaster, en busca de la novia, descubriendo que Blanca ya estaba comprometida con otro hombre. El rey Felipe ofreció entonces en su lugar a la hermana más joven de Blanca, Margarita, por aquel entonces de once años de edad, pero Eduardo la rechazó y declaró la guerra a Francia. Cinco años después ambos monarcas declararon una tregua bajo la cual Eduardo contraería matrimonio con Margarita y recibiría el territorio de Guyena y una suma de 15.000 libras.
El cuarto esponsal de Blanca fue en 1296 con Juan, hijo de Juan II, conde de Holanda.

## Matrimonio

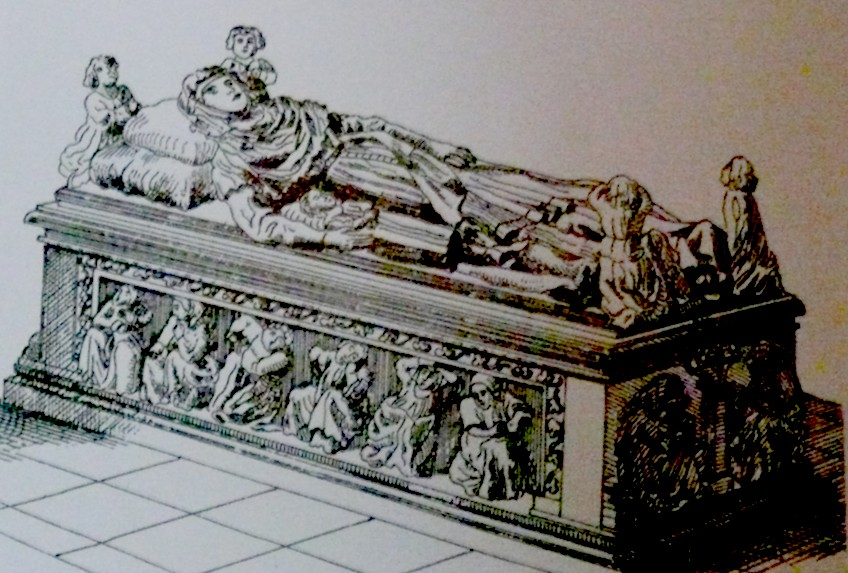
Dibujo del sepulcro de Blanca de Francia (anónimo).

Debido al deseo del rey Alberto I de Alemania de establecer relaciones dinásticas con la casa real de los Capetos, el monarca entró en negociaciones con la corte de París alrededor de 1295. Blanca contrajo matrimonio con Rodolfo el 25 de mayo de 1300, si bien no llegó a Viena hasta Navidad, admirando la corte austriaca su cuantiosa dote. La duquesa consorte acompañó a su esposo en un viaje por las tierras estirias, donde Blanca mostró su apoyo a las pretensiones de los Habsburgo. 
Blanca dio a luz a una niña muerta en 1304 y a un niño que murió en la infancia, probablemente a consecuencia de un envenenamiento en 1306. Blanca murió el 1 de marzo de 1305, posiblemente debido a complicaciones derivadas de un aborto espontáneo. Desde 1784, sus restos se encuentran sepultados en la Minoritenkirche, en Viena. Tras su muerte, Rodolfo contrajo segundas nupcias con la princesa Isabel Riquilda de Polonia.